# Gastrorezistentnost
Gastrorezistentnost je v farmaciji lastnost farmacevtske oblike, da ostane intaktna tekom prehoda skozi želodec. Zdravilna učinkovina se iz gastrorezistentnega zdravila sprosti šele po prehodu v tanko črevo, kjer pH znatno naraste.
Priprava gastrorezistentnih farmacevtskih oblik je smiselna, kadar:
- učinkovina draži črevesno sluznico,
- učinkovina ni obstojna v kislem okolju želodca,
- želimo dostaviti čim višjo količino učinkovine v črevesje.

Gastrorezistentna zdravila so obdana s polimerno oblogo iz polimera, ki je odporen na nizek pH ter druge komponente želodčnega soka (encime ...). V želodcu parietalne celice izločajo solno kislino, ki ohranja pH med 1 in 3. V območju tako nizke pH-vrednosti se gastrorezistentni polimeri ne raztapljajo, zato se učinkovina iz zdravila ne more sprostiti. Ko pride zdravilo v začetni predel tankega črevesa, v dvanajstnik, tam pH znatno naraste (na okoli 5-6) in gastrorezistentni polimer se začne raztapljati, učinkovina se sprošča v črevesno svetlino in je na voljo za absorpcijo.

## Gastrorezistentni polimeri
Bistvena lastnost gastroreziostentnih polimerov je torej njihova topnost, ki je odvisna od pH. Ti polimeri imajo v svoji strukturi vključene kisle skupine, zlasti prosto karboksilno skupino. V kislem okolju želodca so ti polimeri protonirani in zato netopni. Za zagotovljeno gastrorezistenco mora imeti polimer pKa-vrednost za nekaj enot višjo od pH-vrednosti v želodcu, zaželena vrednost pKa je 5-6.
Med pogosto uporabljenimi gastrorezistentnimi polimeri so:
- polimetakrilati,
- celulozni polimeri,
  - celulozni acetatftalat (CAP),
  - celulozni acetattrimelitat (CAT),
  - celulozni acetatsukcinat (CAS),
  - hidroksipropilmetilcelulozni ftalat (HPMCP)...
- derivati polivinila:
  - polivilacetatftalat (PVAP).

## Slabosti
Hrana lahko v želodcu povzroči močan dvih pH-vrednosti (na 4-5), hkrati pa se v polnem želodcu zdravilo nahaja dlje časa, kot če ga vzamemo na tešče. Zato lahko gastrorezistentno zdravilo, če ga vzamemo s hrano, sprosti učinkovino že v želodcu in biološka uporabnost zdravila se zato močno zmanjša.
Gastrorezistentnih tablet ni dovoljeno lomiti in zato je težje prilagajanje odmerkov posameznikom. Na prelomljeni površini tableta namreč ni več zaščitena z gastrorezistentno oblogo in učinkovina bi se sprostila že v želodcu.